# Блотниця (Любуське воєводство)
Блотниця (пол. Błotnica) — село в Польщі, у гміні Старе Курово Стшелецько-Дрезденецького повіту Любуського воєводства.
Населення — 226 осіб (2011).
У 1975-1998 роках село належало до Гожовського воєводства.

## Демографія
Демографічна структура станом на 31 березня 2011 року:
|          | Загалом | Допрацездатний вік | Працездатний вік | Постпрацездатний вік |
| -------- | ------- | ------------------ | ---------------- | -------------------- |
| Чоловіки | 112     | 26                 | 76               | 10                   |
| Жінки    | 114     | 20                 | 69               | 25                   |
| Разом    | 226     | 46                 | 145              | 35                   |